# Četnici do 1918.
Do godine 1918., tj. stvaranja Kraljevine SHS, termin četnici, prema glagolu četovati (vidi članak četnici) koristi se za pripadnike gerilskih skupina u Srbiji i Makedoniji. 
1908. godine osniva se u jeku Aneksijske krize Narodna odbrana s deklariranom zadaćom da vodi gerilske aktivnosti protiv Austrijskih vlasti u Bosni i Hercegovini.
Na početku I. svjetskog rata vlasti Kraljevine Srbije osnivaju službeno četničke odrede u sklopu srpske vojske, s oko 4.000 pripadnika. Zapovjedne funkcije u tim postrojbama dodjeljuju se srpskim časnicima prokušanima u četovanju po Makedoniji, kadru Narodne odbrane i tajne velikosrpske organizacije Crna ruka koja je četnike zapravo kontrolirala sve do 1916. godine.

## Knjige o gerilskom ratovanju u XIX. stoljeću
Gerilsko ratovanje (hajdučija, četovanje) imalo je veliki značaj u prvom i drugom srpskom ustanku, 1804. i 1815. godine. Gerilsko ratovanje privlačilo je pažnju u Srbiji tijekom XIX. st., pa su na račun srpskih vlasti bile izdane dvije knjige o tom predmetu: Pravilo o četničkoj vojni 1848. (s poljskog prepričao Matija Ban) i Četovanje ili četničko ratovanje (napisao Ljubomir Ivanović). (Tomasevich, str. 113)

## Četnici u Makedoniji do Prvog balkanskog rata (1912)
Naziv četnici koriste se u drugoj polovini XIX. stoljeća, u Makedoniji; paralelno se koristi riječ komiti. U to doba zemlje koje su se ranije oslobodile turske vlasti (Srbija, Bugarska i Grčka) počinju borbu za oslobođenje Makedonije. One organiziraju posebne postrojbe, koje dobivaju naziv "četnici" ili komiti, koje potajno ubacuju na područje pod turskom vlasti. Oni su bili odjeveni u narodnu nošnju, lako naoružani, formirani u čete, disciplinirani. Investicija je bila niska i bili su prilično uspješni u destabilizaciji turskih vlasti. Za njih se koristio i naziv komiti. Kasnije se javljaju i spontano nastale oružane skupine tamošnjeg stanovništva, za koje se koristi isti nazivi.
Na temelju iskustava u Makedonskom ratu za oslobođenje, četničke skupine postaju dio srpske vojne doktrine za djelovanju u pozadini, te temeljna jedinica za paravojno djelovanje u krajevima u kojim se nalazi većinsko srpsko stanovništvo.

### Grupe ubačene iz Srbije, Bugarske i Grčke
Manje oružane grupe, oburčene i oružane u Srbiji, Bugarskoj i Gerčkoj, ubacivane su na turski teritorij, gdje nastoje destabilizirati tursku vladavinu i poticati nacionalnu svijest kršćanskog stanovništva. Ove grupe su u pravilu bile sastavljeno od dobrovoljaca iz susjednih država, koji se nakon nekog vremena povlače na njen teritorij, a manje od lokalnog stanovništva.
Veća aktivnost četnika počela je neposredno nakon srpsko-turskog i rusko-turskog rata 1877-1878. Nakon zaključenog primirja s Turskom, a prije Berlinskog kongresa, Srbija je od Makedonaca-dobrovoljaca, koji su sudjelovali u srpsko-turskom ratu, organizirala više četničkih četa, ubacila ih u krivopalanački i kumanovski kraj, i u veljači 1878. podigla ustanak s namjerom da te krajeve pripoji Srbiji. Na jednak način Bugari su potakli ustanak u kresnenskm kraju. Turci su ugušili oba ustanka. 

### Međusobni sukobi bugarskih i srpskih četnika, te albanskih pobunjenika
Razvojem makedonskog nacionalno-oslobodilačkog pokreta 1893. (VMRO) stvaraju se oružane formacije toga pokreta sa zadatkom da oružanom borbom oslobode Makedoniju (također se nazivaju komiti). 
Odmah po izbijanju pobune u Makedoniji i Srbi 1903. ponovo osnivaju četničke odrede. Beogradski dr. Milorad Guđevac formira prvu jedinicu koja se odmah prebacuje u Makedoniju u borbu protiv Turaka i Albanaca. Ovi prvi četnički odredi djelovali su u krajevima gdje je živjelo srpsko stanovništvo pod turskom vlašću. Oni se također bore protiv bugarskih komita, koji djeluju u cilju pripajanje Makedonije Bugarskoj. U mnogim slučajevima, ove razne nacionalne četničke skupine obračunavale su se više međusobno nego protiv zajedničkog neprijatelja - Osmanskog Carstva.
Odlučnu ulogu u četničkom ratovanju preuzima grupa koja je sudjelovala u prevratu protiv kralja Aleksandra Obrenovića 1903. godine. Postrojbe koje one šalju djeluju pod vodstvom mladih časnika srpske kraljevske vojske, te djeluju protiv turske vojske, albanskih odreda i bugarskih komita. Te se postrojbe povlače nakon mladoturske revolucije 1908. godine, da bi se 1911. godine vratile na isto područje, da bi se rame uz rame s turskom vojskom borili protiv albanskih ustanika. 

### "Crna ruka"
Mladi srbijanski časnici koji rukovode tim tajnim četničkim operacijama ustrojavaju se 1908. godine u tajnu revolucionarnu organizaciju Crna ruka, te ostvaruju do I. svjetskog rata iznimno veliki utjecaj na službenu vlast Srbije: Kralj Petar I. Karađorđević se ponaša kao "vječni dužnik" grupi zavjerenika koja je brutalno skončala vladavinu dinastiju Obrenović i ishodila povratak Karađorđevića na vlast. Takva situacija im omogućava da involviraju malu Kraljevinu Srbiju u radikalne i vrlo rizične tajne operacije protiv daleko moćnijih susjednih država, ubrzavajući željeni kraj Turskog i Austrijskog imperija u krvavom ratu kojemu se nadaju.

## Balkanski ratovi i Prvi svjetski rat
U Balkanskim ratovima (1912. – 1913.) četnici su se pokazali uspješni u borbama protiv Turaka i Bugara, posebno u djelovanju u neprijateljskoj pozadini.
Nakon što je Makedonija u Prvom balkanskom ratu oduzeta Turskoj, u krajevima koje zauzima Srbija nastaju oružane pobune u kojima protiv srpskih vlasti ustaju i Albanci i slavenski Makedonci. U Debru su Albanci sastavili privremenu vladu u koju su ušli i Makedonci. Nakon gušenja ustanka, srpske snage - među kojima i četnici - se svirepo svete. "Opljačkana su i spaljena albanska, makedonska i miješana makedonsko-albanska sela Lošani, Lisičani, Žitoše, Debrišta, Herlišta, Desovo, Gradešnica, Čelopek, Velgošti, Klenje, Ljutvi i druga. Vojska, policija i četnici počinili su masovna klanja u Bitolju, Skoplju, Štipu i Đevđeliji. Klanja su se nastavila i prilikom povlačenja srpske vojske u jesen 1915.... U ohridskom kraju bilo je popaljeno oko 30 sela, a između Ohrida i Gostivara djelomično je razoreno i popaljeno oko 180 sela« (Stojanov, 199). Samo početkom oktobra 1913. ubijeno je 150 makedonskih seljaka i građana te 500 Albanaca i Turaka.
Pred Prvi svjetski rat u Srbiji su formirani novi četnički odredi u sastavu srpske vojske, koji su imali oko 4.000 pripadnika. Ministarstvo obrane je zapovjedne funkcije u tim postrojbama nastojalo dodijeliti prokušanim srpskim časnicima koji su prije balkanskih ratova slani da četuju protiv Turaka po Makedoniji, te kadru Narodne odbrane, organizacije koja je 1908. godine osnovana radi gerilskog ratovanja protiv Austrije u Bosni i Hercegovini i drugdje po Balkanu. Također je korišten kadar iz redova tajne velikosrpske organizacije Crna ruka - koja je četnike zapravo kontrolirala sve do 1916. godine.
Dio tih postrojbi korišten je i na solunskoj fronti,  gdje je u odred vojvode Vuka (Vojina Popovića), imao 2.250 pripadnika. Slovili su kao oslonac organizacije Crna ruka, s kojom se krug oko kralja obračunao (vođa Crne ruke pukovnik Dragutin Dimitrijević Apis je bio osuđen na smrt) tek nakon što je zbog iznimno teških gubitaka - koje su četnici pretrpjeli u jednom osobitom pogibeljnom jurišu koji im je u studenom 1916. godine opetovano nalagan od strane višeg zapovjedništva - broj tih četnika sveden na svega 450.
Na području Srbije, koju su okupirali Austrougarska i Bugarska, u razdoblju 1916-1918. spontano nastaju četničke (komitske) čete. One poduzimaju gerilske akcije, a travnja 1917. podižu Toplički ustanak.